# Béja Sud (délégation)
Béja Sud est une délégation tunisienne dépendant du gouvernorat de Béja.
En 2014, elle compte 38 101 habitants dont 19 022 hommes et 19 079 femmes répartis dans 10 084 ménages et 10 894 logements.